# Miss Baltic Sea

I paesi coinvolti nel concorso Miss Baltic Sea.

Miss Baltic Sea (Miss Ostsee) è un concorso di bellezza per giovani donne provenienti dai paesi baltici: Danimarca, Germania, Estonia, Finlandia, Lettonia, Lituania, Polonia, Russia e Svezia. È stato fondato nel 1990 ed è stato sempre tenuto in Finlandia, con una sola eccezione: l'edizione del 1994 si è tenuta a Tallinn in Estonia.
Il concorso è stato trasmesso sul canale finlandese MTV3 in collaborazione con l'agenzia di artisti finlandese Finnartist, che ha organizzato anche il concorso Miss Scandinavia.
Nel 2006 il concorso Miss Baltic Sea è stato unito a quello di Miss Scandinavia, ed è stato intitolato Miss Baltic Sea and Scandinavia. Il concorso è aperto a tutti i paesi che erano inclusi nei concorsi precedenti.

## Albo d'oro

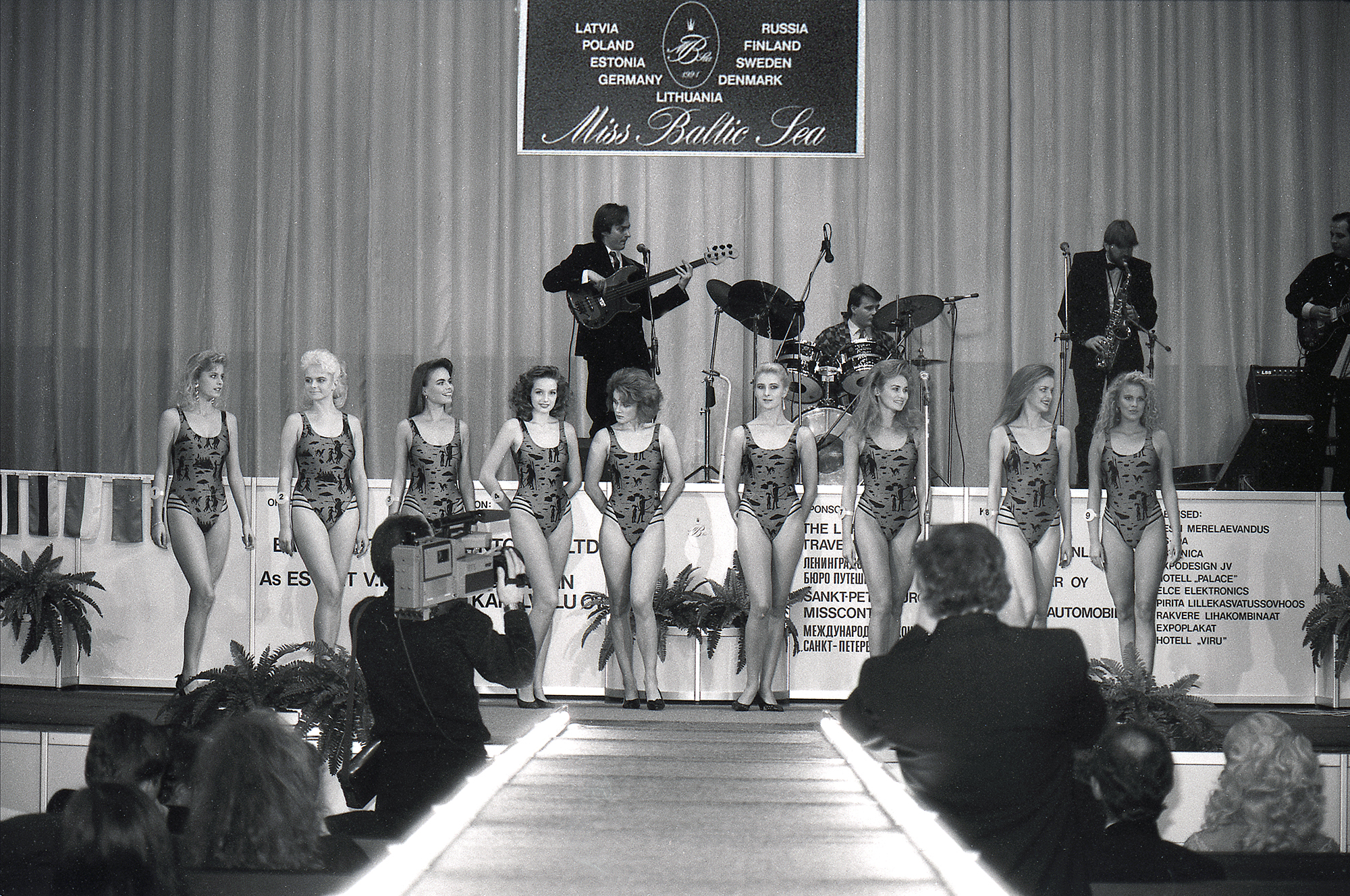
Miss Baltic Sea 1991

| Anno | Miss Baltic Sea      | Provenienza |
| ---- | -------------------- | ----------- |
| 1991 | Nina Andersson       | Finlandia   |
| 1992 | Liis Tappo           | Estonia     |
| 1993 | Rasa Kukenytė        | Lituania    |
| 1994 | Anna Malova          | Russia      |
| 1995 | Eva Maria Laan       | Estonia     |
| 1996 | Agnieszka Zych       | Polonia     |
| 1997 | Nadine Schmidt       | Germania    |
| 1998 | Karita Tuomola       | Finlandia   |
| 1999 | Kadri Väljaots       | Estonia     |
| 2000 | Mirosława Strojny    | Polonia     |
| 2001 | Dagmar Makko         | Estonia     |
| 2002 | Heidi Willman        | Finlandia   |
| 2003 | Natascha Börger      | Germania    |
| 2004 | Anna Maria Strömberg | Finlandia   |
| 2005 | Mira Salo            | Finlandia   |
| 2006 | Malwina Ratajczak    | Polonia     |

| Anno | Miss Baltic Sea and Scandinavia | Provenienza |
| ---- | ------------------------------- | ----------- |
| 2007 | Dorota Gawron                   | Polonia     |
| 2008 | Fanney Lára Guðmundsdóttir      | Islanda     |